# Geoffrey Hendricks
Pour les articles homonymes, voir Hendricks.
Geoffrey Hendricks, né le 30 juillet 1931 à Littleton (New Hampshire) et mort le 12 mai 2018 à Manhattan (New York), est un artiste américain associé à Fluxus depuis le milieu des années 1960.

## Biographie
Geoffrey Hendricks a été professeur émérite d'art à l'Université Rutgers, où il a enseigné de 1956 à 2003 et a été associé à Allan Kaprow, Roy Lichtenstein et Lucas Samaras dans les années 1960.